# شهرستان صالح‌آباد
شهرستان صالح‌آباد نام یکی از شهرستان‌های استان خراسان رضوی در شمال شرق ایران است. مرکز این شهرستان شهر صالح‌آباد است. بنابر سرشماری مرکز آمار ایران، جمعیت شهرستان صالح‌آباد در سال ۱۳۹۵ برابر با ۴۳٬۴۲۶ نفر بوده است. این شهرستان با شهرستان‌های سرخس از شمال از جنوب با تربت جام از غرب با مشهد همسایه هست این شهرستان با کشورهای ترکمنستان و افغانستان نیز همسایه است. این شهرستان در سال ۱۳۹۷ از شهرستان تربت جام جدا و مستقل شده است.

## تقسیمات کشوری
- بخش مرکزی
  - دهستان باغ کشمیر
  - دهستان صالح‌آباد
  - دهستان قلعه حمام

شهرها: صالح‌آباد
- بخش جنت‌آباد
  - دهستان جنت‌آباد
  - دهستان استای

شهرها: جنت‌آباد

## جمعیت
بنابر سرشماری مرکز آمار ایران، جمعیت شهرستان صالح‌آباد در سال ۱۳۹۵ برابر با ۴۳٬۴۲۶ نفر بوده است.